# Déjà s'envole la fleur maigre
Pour plus de détails, voir Fiche technique et Distribution.
Déjà s'envole la fleur maigre est un film noir et blanc du cinéaste belge Paul Meyer sorti en 1960. Influencé par le néoréalisme, tourné en français et en italien, il décrit la situation des immigrés dans le Borinage à la fin des années 1950, frappés par le chômage et remplis de nostalgie.
Sélectionné dans la section cinéma pour représenter la Belgique lors de l'Exposition L'Art en Belgique (13 décembre 1990 - 10 mars 1991) au Musée d'art moderne de la ville de Paris. Ce film reçoit le Prix de la Critique cinématographique au Festival International de Porretta Terme (1960).

## Synopsis
Une famille italienne cherchant une vie meilleure rejoint leur père mineur dans le Borinage. Domenico, autre mineur italien, quant à lui, désire rentrer dans son village natale après 17 ans dans la mine, le travail se faisant plus rare...

## Fiche technique
- Titre : Déjà s'envole la fleur maigre
- Réalisation : Paul Meyer
- Scénario : Paul Meyer
- Musique : Arsène Souffriau
- Photographie : Freddy Rents
- Montage : Roland De Salency, Paul Meyer et Rose Tuytschaver
- Production : Paul Meyer et Maurice Taszman
- Société de production : Les Films de l'églantine
- Société de distribution : Cinéma Public Films (France)
- Pays :  Belgique
- Genre : Drame
- Durée : 85 minutes
- Dates de sortie : 
  -  Italie : 1960 (Porreta Terme)
  -  Belgique : 20 octobre 1961 (Bruxelles)
  -  France : 20 avril 1994

## Interprétation
- Pietro Sanna (Pietro), un père de famille sarde qui accueille sa famille dans le Borinage
- Giuseppe Pozzetto
- Giuseppe Cerqua
- Valentino Gentili (Valentino)
- Domenico Mescolini (Domenico)
- Dolores Oscari
- Christiane Perret-By

## Le poème qui donne son nom au film
Già vola il fiore magro
Non saprò nulla della mia vita
oscuro monotono sangue.
Non saprò chi amavo, chi amo,
ora che qui stretto, ridotto alle mie
membra
nel guasto vento di marzo
enumero i mali dei giorni decifrati
Già vola il fiore magro
dai rami. E io attendo
la pazienza del suo volo irrevocabile.
(Salvatore Quasimodo)
[Je ne saurai rien de ma vie
sang obscur et monotone.
Je ne saurai rien, qui j'aimais, qui j'aime
maintenant que replié, réduit à mes
membres,
dans le vent pourri de mars
j'énumère les maux des jours déchiffrés.
Des branches déjà s'envole la fleur maigre
Et moi j'attends
la patience de son vol irrévocable.]